# Sigamary Diarra
Pour les articles homonymes, voir Diarra.
Sigamary Diarra, né le 10 janvier 1984 à Villepinte, est un footballeur international malien.

## Biographie

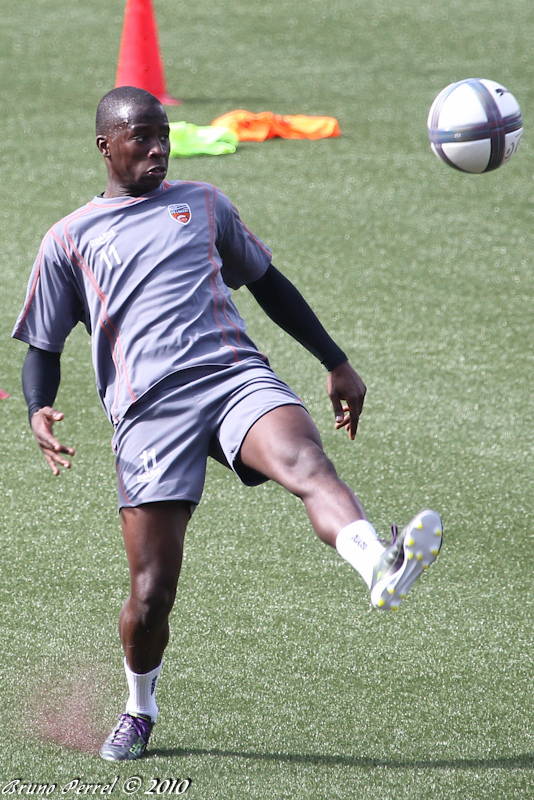
Sigamary Diarra à l'entraînement avec le FC Lorient.

Après avoir été formé au SM Caen, avec qui lequel est finaliste de la Coupe Gambardella 2000-2001, il réalise une première saison honorable en Ligue 2 en 2002-2003. N'étant alors que stagiaire, le club normand lui proposa un contrat professionnel. Il déclina l'offre et s'engagea pour le FC Sochaux, sans indemnité de transfert.
Le 20 avril 2004, il fait ses débuts avec les Aigles du Mali en rentrant en jeu contre la Tunisie en amical (0-1) à 20 ans.
Après deux ans dans l'est, quelques matchs de Ligue 1 et un match de coupe de l'UEFA, il signe en Ligue 2 au Stade lavallois après un essai concluant. Le club descend ensuite en National et il est une des pièces maîtresses du club.
Au mercato 2007, il s'engage au Tours FC, où il retrouve des compatriotes avec David Coulibaly, Dramane Coulibaly et Tenema N'Diaye.
Le 27 juin 2009, il s'engage pour trois ans au FC Lorient en Ligue 1, pour être le successeur d'Ulrich Le Pen. Après deux superbes premières saisons, il est souffrant du tendon rotulien au cours de sa troisième année de contrat. Il part libre de Bretagne au mercato d'été 2012 et signe à l'AC Ajaccio.
Le 22 août 2014, il rejoint, libre, le Valenciennes FC. Dans un effectif composé de jeunes joueurs, il s'impose comme un cadre important de l'équipe et parvient à obtenir le maintien. La saison suivante demeure toutefois aussi compliquée. Le 27 juin 2018, il résilie avec le VAFC alors qu'il lui restait un an de contrat.
En mai 2019, il annonce la fin de sa carrière après une année sans club.
En décembre 2022, il devient coordinateur sportif du Valenciennes FC.

## Statistiques
| Saison                | Club                   | Championnat           | Championnat | Championnat | Coupe nationale | Coupe nationale | Coupe de la Ligue | Coupe de la Ligue | Compétition(s) continentale(s) | Compétition(s) continentale(s) | Compétition(s) continentale(s) | Total | Total |
| Saison                | Club                   | Division              | M.          | B.          | M.              | B.              | M.                | B.                | Comp.                          | M.                             | B.                             | M.    | B.    |
| 2002-2003             | SM Caen                | Ligue 2               | 23          | 2           | -               | -               | 1                 | 0                 | -                              | -                              | -                              | 24    | 2     |
| Sous-total            | Sous-total             | Sous-total            | 23          | 2           | -               | -               | 1                 | 0                 | -                              | -                              | -                              | 24    | 2     |
| 2003-2004             | FC Sochaux-Montbéliard | Ligue 1               | 1           | 0           | -               | -               | 1                 | 0                 | -                              | -                              | -                              | 2     | 0     |
| 2004-2005             | FC Sochaux-Montbéliard | Ligue 1               | 5           | 0           | -               | -               | 1                 | 0                 | C3                             | 1                              | 0                              | 7     | 0     |
| Sous-total            | Sous-total             | Sous-total            | 6           | 0           | -               | -               | 2                 | 0                 | -                              | 1                              | 0                              | 9     | 0     |
| 2005-2006             | Stade lavallois        | Ligue 2               | 31          | 1           | 1               | 0               | 1                 | 0                 | -                              | -                              | -                              | 33    | 1     |
| 2006-2007             | Stade lavallois        | National              | 26          | 0           | 3               | 0               | 1                 | 0                 | -                              | -                              | -                              | 30    | 0     |
| Sous-total            | Sous-total             | Sous-total            | 57          | 1           | 4               | 0               | 2                 | 0                 | -                              | -                              | -                              | 63    | 1     |
| 2007-2008             | Tours FC               | National              | 34          | 6           | 3               | 0               | 1                 | 0                 | -                              | -                              | -                              | 38    | 6     |
| 2008-2009             | Tours FC               | Ligue 2               | 37          | 2           | 2               | 0               | 1                 | 0                 | -                              | -                              | -                              | 40    | 2     |
| Sous-total            | Sous-total             | Sous-total            | 71          | 8           | 5               | 0               | 2                 | 0                 | -                              | -                              | -                              | 78    | 8     |
| 2009-2010             | FC Lorient             | Ligue 1               | 38          | 4           | 1               | 0               | 4                 | 0                 | -                              | -                              | -                              | 43    | 4     |
| 2010-2011             | FC Lorient             | Ligue 1               | 34          | 3           | 4               | 2               | 2                 | 1                 | -                              | -                              | -                              | 40    | 6     |
| 2011-2012             | FC Lorient             | Ligue 1               | 7           | 0           | -               | -               | -                 | -                 | -                              | -                              | -                              | 7     | 0     |
| Sous-total            | Sous-total             | Sous-total            | 79          | 7           | 5               | 2               | 6                 | 1                 | -                              | -                              | -                              | 90    | 10    |
| 2012-2013             | AC Ajaccio             | Ligue 1               | 29          | 1           | -               | -               | -                 | -                 | -                              | -                              | -                              | 29    | 1     |
| 2013-2014             | AC Ajaccio             | Ligue 1               | 25          | 1           | 2               | 0               | -                 | -                 | -                              | -                              | -                              | 27    | 1     |
| Sous-total            | Sous-total             | Sous-total            | 54          | 2           | 2               | 0               | -                 | -                 | -                              | -                              | -                              | 56    | 2     |
| 2014-2015             | Valenciennes FC        | Ligue 2               | 19          | 0           | 3               | 0               | -                 | -                 | -                              | -                              | -                              | 22    | 0     |
| 2015-2016             | Valenciennes FC        | Ligue 2               | 28          | 4           | 2               | 1               | -                 | -                 | -                              | -                              | -                              | 30    | 5     |
| 2016-2017             | Valenciennes FC        | Ligue 2               | 17          | 1           | 2               | 1               | 1                 | 0                 | -                              | -                              | -                              | 20    | 2     |
| 2017-2018             | Valenciennes FC        | Ligue 2               | 18          | 0           | 3               | 2               | 3                 | 0                 | -                              | -                              | -                              | 24    | 2     |
| Sous-total            | Sous-total             | Sous-total            | 82          | 5           | 10              | 4               | 4                 | 0                 | -                              | -                              | -                              | 96    | 9     |
| Total sur la carrière | Total sur la carrière  | Total sur la carrière | 372         | 25          | 26              | 6               | 17                | 1                 | -                              | 1                              | 0                              | 416   | 32    |